# Ryjewo (gromada)
Ryjewo – dawna gromada, czyli najmniejsza jednostka podziału terytorialnego Polskiej Rzeczypospolitej Ludowej w latach 1954–1972.
Gromady, z gromadzkimi radami narodowymi (GRN) jako organami władzy najniższego stopnia na wsi, funkcjonowały od reformy reorganizującej administrację wiejską przeprowadzonej jesienią 1954 do momentu ich zniesienia z dniem 1 stycznia 1973, tym samym wypierając organizację gminną w latach 1954–1972.
Gromadę Ryjewo z siedzibą GRN w Ryjewie utworzono – jako jedną z 8759 gromad na obszarze Polski – w powiecie kwidzyńskim w woj. gdańskim na mocy uchwały nr 19/III/54 WRN w Gdańsku z dnia 5 października 1954. W skład jednostki weszły obszary dotychczasowych gromad Ryjewo, Borowy Młyn i Mątowskie Pastwiska ze zniesionej gminy Ryjewo oraz obszar dotychczasowej gromady Jałowiec ze zniesionej gminy Tychnowy w tymże powiecie.
1 stycznia 1955 gromadę włączono do powiatu sztumskiego w tymże województwie, gdzie ustalono dla niej 27 członków gromadzkiej rady narodowej.
31 lipca 1968 do gromady Ryjewo włączono obszar zniesionej gromady Straszewo oraz miejscowość Mątki z gromady Sztum-Przedzamcze w tymże powiecie.
Gromada przetrwała do końca 1972 roku, czyli do kolejnej reformy gminnej. 1 stycznia 1973 w woj. gdańskim (tym razem w powiecie sztumskim) reaktywowano zniesioną w 1954 roku gminę Ryjewo. Od 1999 gmina Ryjewo znajduje się ponownie w powiecie kwidzyńskim (w woj. pomorskim).